# John Griffiths (cầu thủ bóng đá)
John Edward Griffiths (1876 – 24 tháng 9 năm 1953) là một cầu thủ bóng đá người Anh từng thi đấu ở vị trí wing half.